# Scarabaeus bonellii
Scarabaeus bonellii là một loài bọ cánh cứng trong họ Bọ hung (Scarabaeidae).